# Flemming Wewer
Flemming Wewer (* 23. November 1943 in Helsinge; † 11. Februar 2019) war ein dänischer Radrennfahrer und nationaler Meister im Radsport.

## Sportliche Laufbahn
Wewer war im Straßenradsport aktiv. 1964 startete Wewer bei der Internationalen Friedensfahrt, die er als 52. des Gesamtklassements beendete, 1974 schied er aus. 1970 siegte er in der nationalen Meisterschaft im Mannschaftszeitfahren der Amateure gemeinsam mit Jørgen Marcussen, Mogens Boldt und Jan Høegh. Er startete für den Verein „Hillerød CK“.